# دی سولفونون
دی سولفونون (به انگلیسی: Disulfoton) با فرمول شیمیایی C8H19O2PS3 یک ترکیب شیمیایی با شناسه پاب‌کم 24404 است. که جرم مولی آن ۲۷۴٫۴۰۴ گرم بر مول می‌باشد. 